# Vila Jana Schimanna
Vila Jana Schimanna je historizující rodinný dům na Orlickém nábřeží v Hradci Králové.

## Historie
Stavebník Jan Schimann oslovil v roce 1912 s požadavkem na návrh rodinného domu architekta a stavitele Františka Jaroslava Černého. Mělo se jednat o návrh v historizujícím stylu, což bylo tou dobou, kdy v Hradci Králové už převládala secese a moderna, velmi konzervativní přání. Stavba začala v říjnu 1912 a dokončena byla v květnu 1913.
V roce 1928 byla původní terasa v prvním patře na objednávku nových majitelů, manželů Vackových, zazděna, zastřešena polovalbovou střechou a opatřena bosáží, aby dostavba architektonicky ladila s původním návrhem vily. Návrh dostavby zpracoval stavitel Jan Kraus.

## Architektura
Vila je dvoupodlažní a téměř plně podsklepená. V přízemí byly směrem do ulice orientovány reprezentační místnosti (např. jídelna), směrem do zahrady pak místnosti technické (kuchyň, spíž, pokojík pro služku). Vertikální komunikace byla zajištěna prostřednictvím schodišťové haly – to byl poměrně moderní prvek inspirovaný anglickou venkovskou architekturou. V patře je pak možné vstoupit ze schodů do ložnice, případně k dalšímu schodišti a dále na půdu.
Exteriér vily kombinuje především novorenesanční a novobarokní prvky: bosáž v přízemí, toskánské pilastry u velkých oken, mansardová stříška přízemního výklenku, etážový štít (původně s volutami) na uliční fasádě. Hlavní štít je ale polovalbový, s dřevěným hrázděním, a ukazuje tedy spíš na inspiraci lidovou architekturou.
Vila byla vybavena nábytkem s lidovými prvky navrženým Dušanem Jurkovičem.